# Фредерик Сангер
Фредерик Сангер (енгл. Frederick Sanger; Рендкоум, 13. август 1918 — Кембриџ, 19. новембар 2013) био је британски биохемичар. Сангер је једини научник који је добио две Нобелове награде за хемију.
Објаснио је конституциону структуру молекула инсулина, што му је уз рад на истраживању секвенци протеина донело Нобелову награду за хемију 1958. За истраживање структуре молекула ДНК, награђен је још једном Нобеловом наградом 1980, овај пут заједно са Полом Бергом и Волтером Гилбертом.

## Истраживачки рад
Сангер је утврдио секвенцу аминокиселина у инсулину 1955. Тако је доказао да протеини имају одређену, а не хаотичну структуру. Истраживање је започео кидајући молекул инсулина и то помоћу ензима трипсина. Трипсин раскида пептидне везе између аминокиселина (лизина и аргинина). Онда је на добијену смесу применио хроматографске методе, тако што би нанео малу кап смесе на један крај филтер папира. Онда би пропустио растварач кроз филтер папир у једном смеру, а електричну струју у другом. Зависно од тога колико су фрагменти протеина растворљиви, односно какве су им електричне особине, они би се груписали у одређеној шари на филтер папиру. Сангер је ове шаре називао „отисци прстију“. Попут људских отисака прста, ове шаре су биле посебне за сваки поједини протеин, и сваки пут би се формирале у истом облику. Затим је краће фрагменте рекомбиновао да би дедукцијом дошао до оригиналног молекула инсулина.
Године 1975, развио је методу за проналажење структуре ДНК молекула под именом Сангерова метода (енгл. Dideoxy termination). Две године касније успешно је декодирао секвенцу гена фаге Φ-X174. То је био први организам чија је секвенца ДНК дешифрована. Цео процес је спровео ручно. Ово достигнуће је било кључна етапа ка пројекту дешифровања људског генома.

## Одабране публикације
- Neuberger, A.; Sanger, F. (1942), „The nitrogen of the potato”, Biochemical Journal, 36 (7–9): 662—671, PMC 1266851 , PMID 16747571, doi:10.1042/bj0360662.
- Neuberger, A.; Sanger, F. (1944), „The metabolism of lysine”, Biochemical Journal, 38 (1): 119—125, PMC 1258037 , PMID 16747737, doi:10.1042/bj0380119.
- Sanger, F. (1945), „The free amino groups of insulin”, Biochemical Journal, 39 (5): 507—515, PMC 1258275 , PMID 16747948, doi:10.1042/bj0390507.
- Sanger, F. (1947), „Oxidation of insulin by performic acid”, Nature, 160 (4061): 295—296, Bibcode:1947Natur.160..295S, PMID 20344639, S2CID 4127677, doi:10.1038/160295b0.
- Porter, R.R.; Sanger, F. (1948), „The free amino groups of haemoglobins”, Biochemical Journal, 42 (2): 287—294, PMC 1258669 , PMID 16748281, doi:10.1042/bj0420287.
- Sanger, F. (1949a), „Fractionation of oxidized insulin”, Biochemical Journal, 44 (1): 126—128, PMC 1274818 , PMID 16748471, doi:10.1042/bj0440126.
- Sanger, F. (1949b), „The terminal peptides of insulin”, Biochemical Journal, 45 (5): 563—574, PMC 1275055 , PMID 15396627, doi:10.1042/bj0450563.
- Sanger, F.; Tuppy, H. (1951a), „The amino-acid sequence in the phenylalanyl chain of insulin. 1. The identification of lower peptides from partial hydrolysates”, Biochemical Journal, 49 (4): 463—481, PMC 1197535 , PMID 14886310, doi:10.1042/bj0490463.
- Sanger, F.; Tuppy, H. (1951b), „The amino-acid sequence in the phenylalanyl chain of insulin. 2. The investigation of peptides from enzymic hydrolysates”, Biochemical Journal, 49 (4): 481—490, PMC 1197536 , PMID 14886311, doi:10.1042/bj0490481.
- Sanger, F.; Thompson, E.O.P. (1953a), „The amino-acid sequence in the glycyl chain of insulin. 1. The identification of lower peptides from partial hydrolysates”, Biochemical Journal, 53 (3): 353—366, PMC 1198157 , PMID 13032078, doi:10.1042/bj0530353.
- Sanger, F.; Thompson, E.O.P. (1953b), „The amino-acid sequence in the glycyl chain of insulin. 2. The investigation of peptides from enzymic hydrolysates”, Biochemical Journal, 53 (3): 366—374, PMC 1198158 , PMID 13032079, doi:10.1042/bj0530366.
- Sanger, F.; Thompson, E.O.P.; Kitai, R. (1955), „The amide groups of insulin”, Biochemical Journal, 59 (3): 509—518, PMC 1216278 , PMID 14363129, doi:10.1042/bj0590509.
- Ryle, A.P.; Sanger, F.; Smith, L.F.; Kitai, R. (1955), „The disulphide bonds of insulin”, Biochemical Journal, 60 (4): 541—556, PMC 1216151 , PMID 13249947, doi:10.1042/bj0600541.
- Brown, H.; Sanger, F.; Kitai, R. (1955), „The structure of pig and sheep insulins”, Biochemical Journal, 60 (4): 556—565, PMC 1216152 , PMID 13249948, doi:10.1042/bj0600556.
- Sanger, F. (1959), „Chemistry of Insulin: determination of the structure of insulin opens the way to greater understanding of life processes”, Science, 129 (3359): 1340—1344, Bibcode:1959Sci...129.1340G, PMID 13658959, doi:10.1126/science.129.3359.1340.
- Milstein, C.; Sanger, F. (1961), „An amino acid sequence in the active centre of phosphoglucomutase”, Biochemical Journal, 79 (3): 456—469, PMC 1205670 , PMID 13771000, doi:10.1042/bj0790456.
- Marcker, K.; Sanger, F. (1964), „N-formyl-methionyl-S-RNA”, Journal of Molecular Biology, 8 (6): 835—840, PMID 14187409, doi:10.1016/S0022-2836(64)80164-9.
- Sanger, F.; Brownlee, G.G.; Barrell, B.G. (1965), „A two-dimensional fractionation procedure for radioactive nucleotides”, Journal of Molecular Biology, 13 (2): 373—398, PMID 5325727, doi:10.1016/S0022-2836(65)80104-8.
- Brownlee, G.G.; Sanger, F.; Barrell, B.G. (1967), „Nucleotide sequence of 5S-ribosomal RNA from Escherichia coli”, Nature, 215 (5102): 735—736, Bibcode:1967Natur.215..735B, PMID 4862513, S2CID 4270186, doi:10.1038/215735a0.
- Brownlee, G.G.; Sanger, F. (1967), „Nucleotide sequences from the low molecular weight ribosomal RNA of Escherichia coli”, Journal of Molecular Biology, 23 (3): 337—353, PMID 4291728, doi:10.1016/S0022-2836(67)80109-8.
- Brownlee, G.G.; Sanger, F.; Barrell, B.G. (1968), „The sequence of 5S ribosomal ribonucleic acid”, Journal of Molecular Biology, 34 (3): 379—412, PMID 4938553, doi:10.1016/0022-2836(68)90168-X.
- Adams, J.M.; Jeppesen, P.G.; Sanger, F.; Barrell, B.G. (1969), „Nucleotide sequence from the coat protein cistron of R17 bacteriophage RNA”, Nature, 223 (5210): 1009—1014, Bibcode:1969Natur.223.1009A, PMID 5811898, S2CID 4152602, doi:10.1038/2231009a0.
- Barrell, B.G.; Sanger, F. (1969), „The sequence of phenylalanine tRNA from E. coli”, FEBS Letters, 3 (4): 275—278, Bibcode:1969FEBSL...3..275B, PMID 11947028, S2CID 34155866, doi:10.1016/0014-5793(69)80157-2 .
- Jeppesen, P.G.; Barrell, B.G.; Sanger, F.; Coulson, A.R. (1972), „Nucleotide sequences of two fragments from the coat-protein cistron of bacteriophage R17 ribonucleic acid”, Biochemical Journal, 128 (5): 993—1006, PMC 1173988 , PMID 4566195, doi:10.1042/bj1280993h.
- Sanger, F.; Donelson, J.E.; Coulson, A.R.; Kössel, H.; Fischer, D. (1973), „Use of DNA Polymerase I Primed by a Synthetic Oligonucleotide to Determine a Nucleotide Sequence in Phage f1 DNA”, Proceedings of the National Academy of Sciences USA, 70 (4): 1209—1213, Bibcode:1973PNAS...70.1209S, PMC 433459 , PMID 4577794, doi:10.1073/pnas.70.4.1209 .
- Sanger, F.; Coulson, A.R. (1975), „A rapid method for determining sequences in DNA by primed synthesis with DNA polymerase”, Journal of Molecular Biology, 94 (3): 441—448, PMID 1100841, doi:10.1016/0022-2836(75)90213-2.
- Sanger, F.; Nicklen, S.; Coulson, A.R. (1977), „DNA sequencing with chain-terminating inhibitors”, Proceedings of the National Academy of Sciences USA, 74 (12): 5463—5467, Bibcode:1977PNAS...74.5463S, PMC 431765 , PMID 271968, doi:10.1073/pnas.74.12.5463 . According to the Institute for Scientific Information (ISI) database, by October 2010 this paper had been cited over 64,000 times.
- Sanger, F.; Air, G.M.; Barrell, B.G.; Brown, N.L.; Coulson, A.R.; Fiddes, C.A.; Hutchinson, C.A.; Slocombe, P.M.; Smith, M. (1977), „Nucleotide sequence of bacteriophage φX174 DNA”, Nature, 265 (5596): 687—695, Bibcode:1977Natur.265..687S, PMID 870828, S2CID 4206886, doi:10.1038/265687a0.
- Sanger, F.; Coulson, A.R. (1978), „The use of thin acrylamide gels for DNA sequencing”, FEBS Letters, 87 (1): 107—110, Bibcode:1978FEBSL..87..107S, PMID 631324, S2CID 1620755, doi:10.1016/0014-5793(78)80145-8 .
- Sanger, F.; Coulson, A.R.; Barrell, B.G.; Smith, A.J.; Roe, B.A. (1980), „Cloning in single-stranded bacteriophage as an aid to rapid DNA sequencing”, Journal of Molecular Biology, 143 (2): 161—178, PMID 6260957, doi:10.1016/0022-2836(80)90196-5.
- Anderson, S.; Bankier, A.T.; Barrell, B.G.; De Bruijn, M.H.; Coulson, A.R.; Drouin, J.; Eperon, I.C.; Nierlich, D.P.; Roe, B.A.; Sanger, F.; Schreier, P.H.; Smith, A.J.; Staden, R.; Young, I.G. (1981), „Sequence and organization of the human mitochondrial genome”, Nature, 290 (5806): 457—465, Bibcode:1981Natur.290..457A, PMID 7219534, S2CID 4355527, doi:10.1038/290457a0.
- Anderson, S.; De Bruijn, M.H.; Coulson, A.R.; Eperon, I.C.; Sanger, F.; Young, I.G. (1982), „Complete sequence of bovine mitochondrial DNA. Conserved features of the mammalian mitochondrial genome”, Journal of Molecular Biology, 156 (4): 683—717, PMID 7120390, doi:10.1016/0022-2836(82)90137-1.
- Sanger, F.; Coulson, A.R.; Hong, G.F.; Hill, D.F.; Petersen, G.B. (1982), „Nucleotide sequence of bacteriophage λ DNA”, Journal of Molecular Biology, 162 (4): 729—773, PMID 6221115, doi:10.1016/0022-2836(82)90546-0.
- Sanger, F. (1988), „Sequences, sequences, and sequences”, Annual Review of Biochemistry, 57: 1—28, PMID 2460023, doi:10.1146/annurev.bi.57.070188.000245 .